# Antonie Martinec Formanová

Rodina Petra Formana a jeho ženy Kláry

Antonie Martinec Formanová (* 30. června 1998 Praha) je česká herečka.

## Život
Narodila se do rodiny divadelníka Petra Formana a scenáristky a psychoterapeutky Kláry, roz. Stránské, jako nejmladší ze tří sester. Její babičkou je Věra Křesadlová, dědečky byli Miloš Forman a Jiří Stránský (jehož dědečkem byl prvorepublikový politik Jan Malypetr, synovec Jana Malýpetra).
V červenci 2024 se provdala za režiséra Adama Martince.

## Studium
Během studia na gymnáziu absolvovala amatérský kurz na FAMU, při kterém režírovala podle svého námětu amatérský studentský film Martin (2016). Od roku 2017 studuje obor alternativní a loutkové divadlo na DAMU, titul bakalář umění získala za performerskou roli v inscenaci Moje nejranější vzpomínka. V roce 2023 vystudovala herectví v navazujícím magisterském studiu.

## Tvorba

### Divadlo
Od listopadu 2019 účinkovala v inscenaci Játra na scéně Anti.kvariát Dejvického divadla (autor Jiří Stránský, úpravy Klára Formanová a Josefína Formanová, režie Josefína Formanová). V roce 2023 získala v Dejvickém divadle stálé angažmá. Působí také v improvizační skupině NO A!, založené Simonou Babčákovou.

### Filmové herectví
Kromě studentských a krátkometrážních filmů hrála ve dvou televizních filmech (stav k roku 2020). Ve dvoudílném filmu Dukla 61 (2018) ztvárnila jednu ze dvou hlavních ženských rolí vedle Marthy Issové; právě ta doporučila Antonii svému partnerovi a režisérovi filmu Davidu Ondříčkovi poté, co ji potkala při její brigádě v šatně Dejvického divadla.
V dalším historickém filmu Balada o pilotovi (2018), který byl natočen podle scénáře jejího dědečka Jiřího Stránského, hrála dceru hlavního hrdiny, pilota Emila Malíka. Předlohou k postavě byl Stránského tchán Karel Balík, Antonie tak hrála svoji babičku.
Za svoji roli Milady ve filmu Okupace byla oceněna Českým lvem za rok 2021 v kategorii Nejlepší ženský herecký výkon ve vedlejší roli.

## Zajímavosti
- V roce 2022 se stala ambasadorkou filmové výchovy pro Asociaci pro filmovou a audiovizuální výchovu.[11]
- V roce 2023 byla vybrána do programu Young Star Zlínského filmového festivalu.[12]
- V lednu 2024 byla českým vydáním časopisu Forbes zařazena do výběru talentovaných mladých Čechů a Češek „Forbes 30 pod 30“.[13]

## Divadelní role

### Dejvické divadlo
- 2019: Eliška – Jiří Stránský: Játra,
- 2022: Paní Ponza – Luigi Pirandello: Každý má svou pravdu,
- 2023: Michaela –  David Ondříček: Kde je ta ryba?
- od roku 2023: Dina – Luigi Pirandello: Každý má svou pravdu,
- od roku 2023: Václav Havel: Zítra to spustíme aneb Kdo je tady gentleman,
- 2023: Victor Hugo & kol.: Bitva o Hernaniho,
- od roku 2024: Pavla, novinářka – Petr Zelenka: Elegance molekuly,

## Filmografie
- 2018: Balada o pilotovi
- 2020: Dukla 61
- 2020: Barevný sen (hlas)
- 2021: Okupace
- 2022: Hranice lásky
- 2022: Slovo
- 2023: Jeden život
- 2024: Dcera národa (seriál) … titulní role (Zdeňka Havlíčková)
- 2025: Tichá pošta (připravovaný film)